# 深田ため池

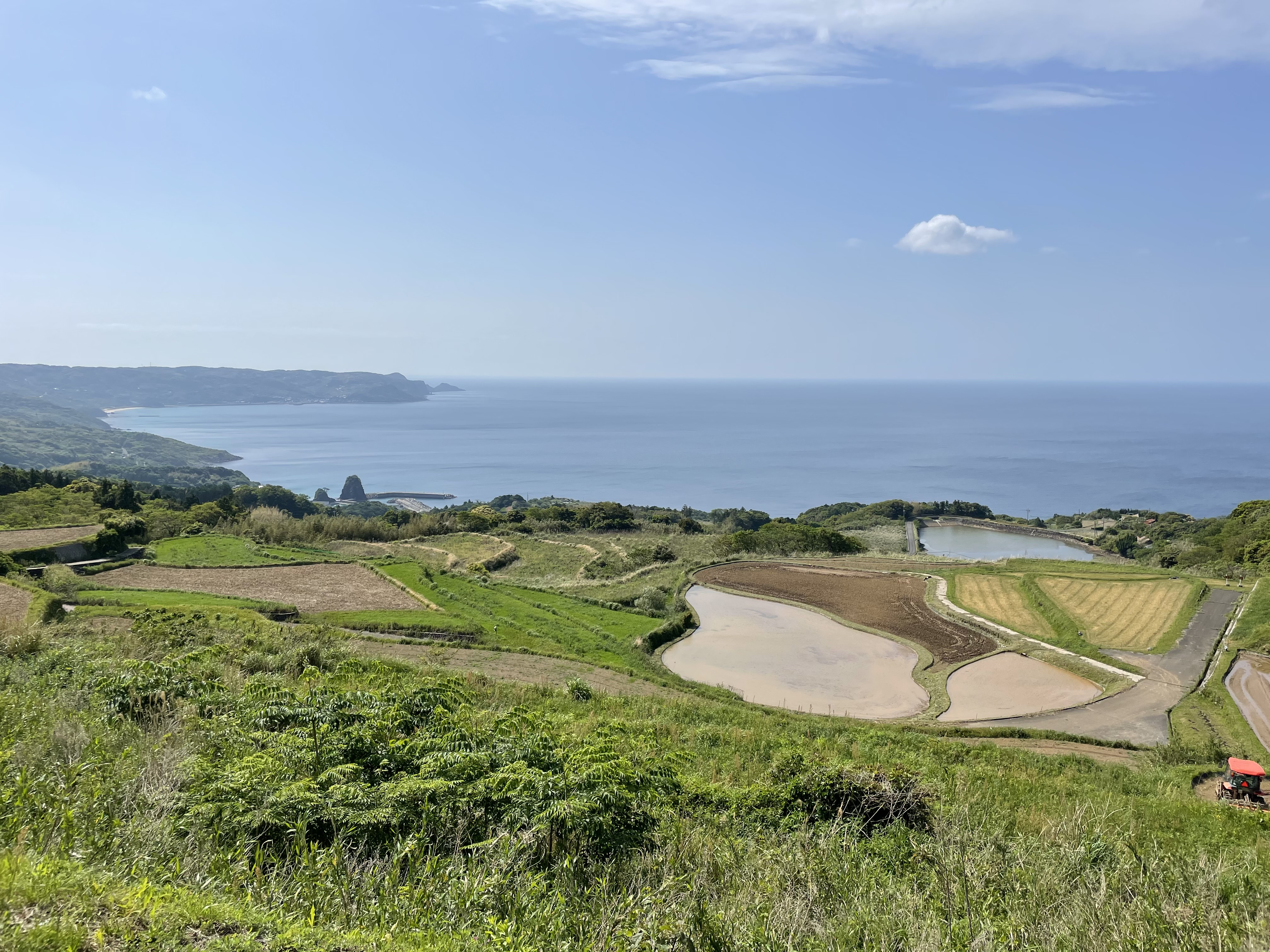
東後畑棚田

深田ため池（ふかたためいけ）は、山口県長門市油谷町東後畑にあるため池である。2010年（平成22年）3月25日に山谷大堤として農林水産省のため池百選に選定され、また下流は1999年（平成11年）に東後畑として日本の棚田百選にも選定されている。

## 概要
向津具半島の上域にあり、雨乞岳（雨乞山）の麓にある、その名のとおり周囲に河川がなく傾斜地に造成された貴重な水源池であり、棚田百選に選ばれている東後畑地区85haの灌漑に使用されている。

## 景観
油谷湾の点在した島を眼下にし眼下の棚田との景観が美しい。特に5月～6月川尻岬の夕日の後の無数の漁火と水田の景観、棚田の姿は幻想的な風景が広がり写真家や観光客が多数訪れる。

## 生産物
棚田米である「楊貴妃の夢」のブランド化を推進し、但馬牛の導入による高級和牛の酪農を進めており、和牛の放牧により耕地の有機肥料、水田利活用と土壌改良が図られている。

## 自然
棚田には、土切の用排水路や畔が残っており、水生昆虫等が成長に応じて水田、水路、ため池を渡れる環境にあり、多種多様な動植物が従来の里山の自然生態系を築きあげている。

## 東後畑の棚田
| 平均勾配 | 面積 | 枚数 | 水源   | 法面構造   | 事業導入 | 開発起源           | 対象農家数 | 10a当収量 | 戸当営農規模 | 戸当枚数 |
| -------- | ---- | ---- | ------ | ---------- | -------- | ------------------ | ---------- | --------- | ------------ | -------- |
| 1/14.9   | 7ha  | 210  | ため池 | 土羽、石積 | 無       | 戦国時代～江戸中期 | 31         | 439kg     | 1.6ha        | 46       |

棚田は、東後畑集落の農業者が主に耕作しており、比較的1戸当たりの耕作面積も大きく、「深田ためいけ」等で用排水路、農道等の維持管理は共同で管理している。油谷但馬牛の放牧は耕地保全の一端を担い、水田利活用と活性化が図られている。

## アクセス

### 道路
- 山口県道66号長門油谷線東後畑 - 並走

### 公共交通機関
- 山陰本線長門古市駅